# Митчелл, Деннис
Деннис Аллен Митчелл (англ. Dennis Allen Mitchell; род. 20 февраля 1966 года, Хэвлок, Северная Каролина, США) — американский легкоатлет-спринтер. Специализировался в беге на 100 метров.
Олимпийский чемпион 1992 года в эстафете 4×100 метров и бронзовый призёр в беге на 100 метров. На Олимпиаде в Барселоне он в составе эстафетной команды установил олимпийский и мировой рекорды, показав результат 37,40 с. Этот результат был недосягаем в течение 16 лет, пока сборная Ямайки, возглавляемая Усэйном Болтом, не превзошла этот результат в финальном забеге на Олимпиаде в Пекине.
Серебряный призёр Олимпийских игр в Атланте в составе эстафетной команды на дистанции 4×100 метров. Также финишировал 4-м в финальном забеге на 100 метров.
В 1991 и 1993 годах выигрывал чемпионат мира в эстафете 4×100 метров. На чемпионате мира 1991 года стал бронзовым призёром на дистанции 100 метров. Повторил свой успех на мировом первенстве в Штутгарте, где он также выиграл бронзу.
Принимал участие на Олимпийских играх 1988 года, где занял 4-е место в беге на 100 метров.
Неоднократный победитель соревнований Национальной студенческой ассоциации.